# Museum Plaza
Le Louisville Museum Plaza était un gratte-ciel en construction situé dans la ville de Louisville aux États-Unis. La construction a été suspendue, puis annulée, à cause de problèmes financiers.
L'immeuble de 62 étages et de 214 mètres de haut aurait dû être terminé en 2011. À ce moment-là, il aurait été le plus haut gratte-ciel de la ville, et même du Kentucky, en détrônant l'AEGON Center qui domine la ville depuis 1993. 
Le projet était estimé à 490 millions de dollars. Il devait contenir des appartements, un musée, un hôtel, des magasins et des bureaux. Une cérémonie d'ouverture de chantier avait eu lieu le 25 octobre 2007.